# Pamela Britton
Pamela Britton, nata Armilda Jane Owen (Milwaukee, 19 marzo 1923 – Arlington Heights, 17 giugno 1974), è stata un'attrice statunitense.

## Filmografia parziale

### Cinema
- Due marinai e una ragazza (Canta che ti passa) (Anchors Aweigh), regia di George Sidney (1945)
- Una lettera per Eva (A Letter for Evie), regia di Jules Dassin (1946)
- Due ore ancora (D.O.A.), regia di Rudolph Maté (1949)
- La chiave della città (Key to the City), regia di George Sidney (1950)
- Prego sorrida! (Watch the Birdie), regia di Jack Donohue (1950)
- Se è martedì deve essere il Belgio (If It's Tuesday, This Must Be Belgium), regia di Mel Stuart (1969)
- Supponiamo che dichiarino la guerra e nessuno ci vada (Suppose They Gave a War and Nobody Came?), regia di Hy Averback (1970)

### Televisione
- Damon Runyon Theater – serie TV, episodio 2x17 (1956)
- Blondie – serie TV, 26 episodi (1957)
- Indirizzo permanente (77 Sunset Strip) – serie TV, episodio 2x26 (1960)
- Peter Gunn – serie TV, episodio 3x21 (1961)
- Gunslinger – serie TV, episodio 1x08 (1961)
- Il mio amico marziano (My Favorite Martian) – serie TV, 62 episodi (1963-1966)